# Hedvig Charlotta Nordenflycht
Hedvig Charlotta Nordenflycht (Estocolm, 28 de novembre de 1718 – 29 de juny de 1763) fou una poeta sueca, propulsora dels drets de les dones.
A la primerenca edat de setze anys intimà amb un mecànic que infiltrà en el seu esperit les creences i la moral del liberalisme més radical. Quan aquest morí el 1737, es casà el 1741 amb el clergue protestant Jacob Fabricius, del qual la separà la mort al cap de set mesos. La tristesa que li causà aquesta pèrdua i la tasca que s'imposà de la publicació de l'obra pòstuma de Fabricius, Amarantthen (1741), donaren un impuls al seu enginy poètic, i el 1743 un dels seus admiradors publicà la seva poesia titulada Gemecs de la tórtora abandonada.
La seva manca de salut la portà a Estocolm, on publicà els seus poemes Quinligt tankespel. Af en Herdiuna i Norden (Jocs d'una imaginació de dona), Estocolm, 1744-50, en els quals es veu la influència de les seves cavil·lacions filosòfiques. El 1751 l'estat la pensionà amb 600 corones anuals: amb aquesta ajuda hagués pogut gaudir d'una vida tranquil·la i assossegada, de no haver-s'hi interposat els seus amors amb el jove literat Fischerström (1761). Nordenflycht fou una ardent promotora del llibertinatge artístic francès, però la seva poesia porta el segell de la verdadera inspiració i personalitat.
A més de les obres citades se li deuen: Idees sobre com emprar la poesia, Judicis de la dona vers un pastor del Nord, Suècia salvada, La defensa de les dones, aquesta última contra Rousseau; Cants poètics religiosos, La soledat, La calma, Assaig d'una Caroliada, poema en honor de Carles X Gustau, etc. Les seves Obres completes, les publicà P. Hanselli (Estocolm, 1852).
Els seus últims poemes, escrits el 1762-1763, descriuen la seva passió pel jove economista Johan Fischerström, vint anys menor que ella, i el triangle amorós que formen amb la comtessa Catalina Charlotte de la Gardie. Aquesta dolorosa situació l'hauria empès a cometre suïcidi.